# 程怡
程怡（1985年7月29日—），四川成都人，毕业于北京舞蹈学院音乐剧班，中国女演员、歌手。2006年参加搜狗女声全国总决赛获得冠军，后签约搜狐娱乐出道。2016年凭借电视剧《于无声处》获得第三届“亚洲彩虹奖”电视颁奖礼“最佳女配角奖”提名。

## 作品

### 音乐
- 2007年 单曲《一年以后》

### 电视剧
- 2010年 古装剧《刘三姐》
- 2013年 情感剧《爱的契约》
- 2013年 爱情剧《失恋33天》
- 2014年 情感剧《天国泪》
- 2015年 谍战剧《于无声处》 饰演 汪都楠
- 2016年 情感剧《守婚如玉》

### 电影
- 2007年 《我不是李白》
- 2011年 《幸运兔精灵》 饰演 杜老师
- 2015年 《好大一个家》
- 2018年 《无名之辈》
- 2019年 《人潮汹涌》[2]